# Cascades Brooks
Les cascades Brooks són unes cascades situades dins del Parc i Reserva Nacional de Katmai, a Alaska (Estats Units d'Amèrica).
Situades al riu Brooks, a 2'4 km del llac Brooks i a una distància igual del llac Naknek, les caigudes d'aigua són famoses per veure saltar el salmó roig (Oncorhynchus nerka) sobre les cascades d' 1'8 m per arribar al llac Brooks. En conseqüència, grans poblacions d'ossos bruns (Ursus arctos), i també d'ossos grizzly (Ursus arctos horribilis), són atrets per alimentar-se de salmó. Els ossos bruns solen congregar-se a les cascades al juliol i principis de setembre. El juliol és el més que hi ha més concentracions d'ossos; s'han vist fins a 25 ossos en un moment a les cascades Brooks durant aquest mes. Al setembre, es poden observar un nombre menor d'ossos (com a màxim 18 alhora) a les cascades. Els mesos de juliol i setembre són els millors mesos per veure els ossos grizzly a la zona de Brooks Camp.

## Història
Abans de la dècada del 1950, quan es va obrir Brooks Camp, hi havia menys ossos a les cascades que actualment, i no es podien observar més de 6-7 ossos alhora. Com que es permetia la caça, el nombre d'ossos era menor i la pesca de salmó i la pesca esportiva era l'atractiu principal de les cascades. Actualment, amb la caça prohibida i la visualització controlada, els números d'ossos han augmentat per quadruplicar el seu número.

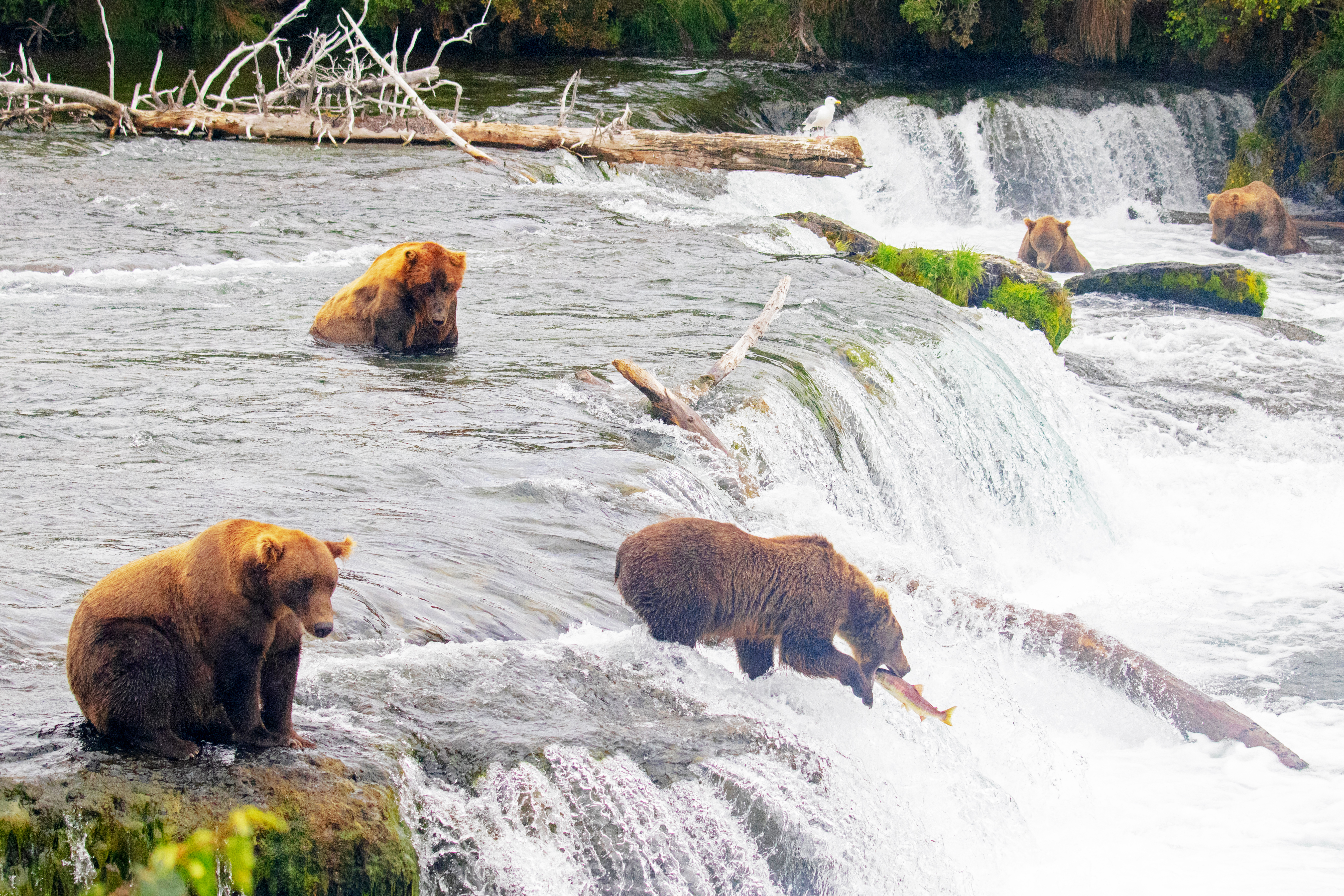
Ossos a les cascades Brooks alimentant-se de salmó
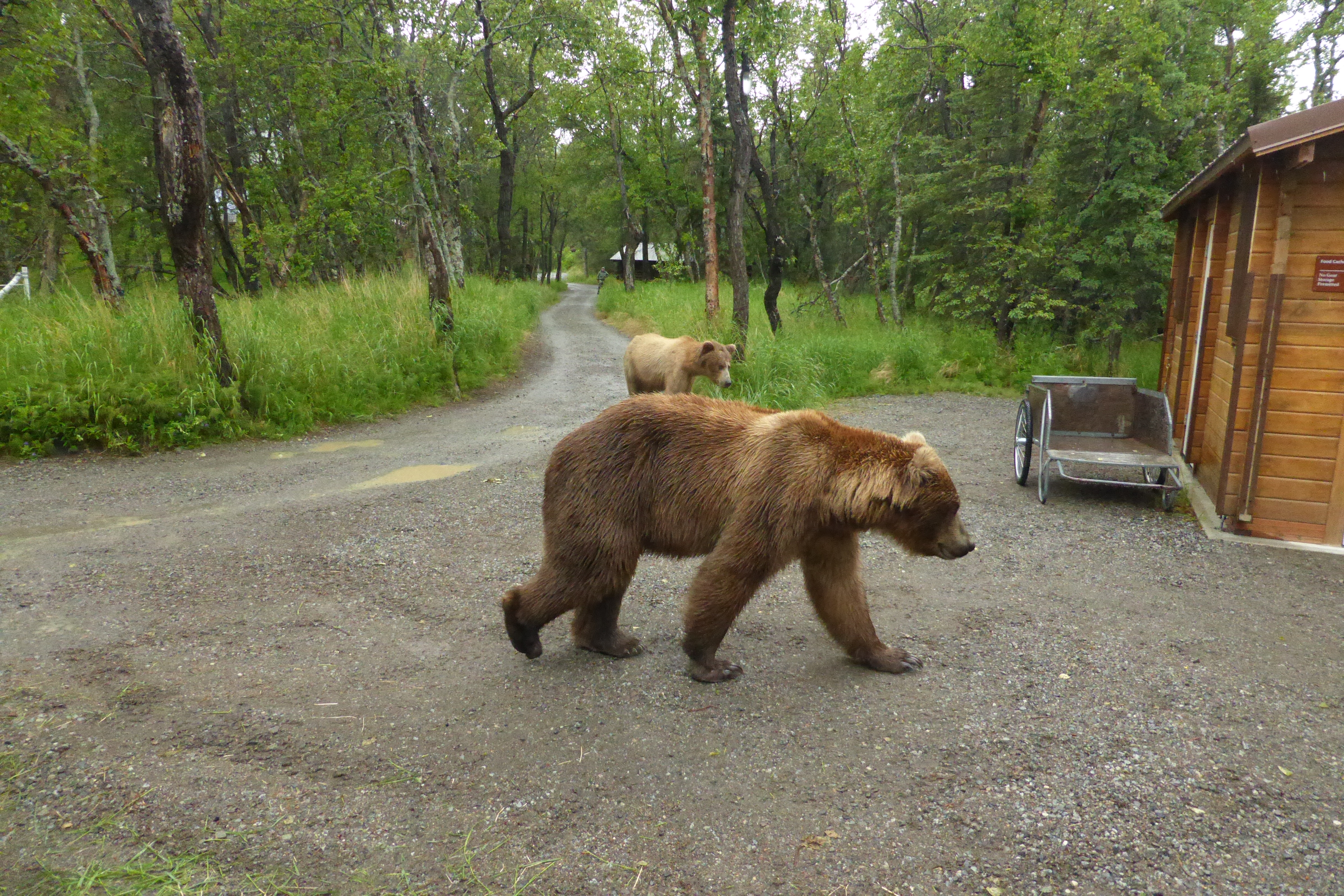
Els ossos solen caminar per Brooks Camp

Les restes humanes del jaciment arqueològic daten d'uns 9.000 anys, unes de les restes humanes més antigues d'Amèrica del Nord. Com que el lloc no està molt lluny del pont terrestre de Bering, és molt possible que alguns dels primers humans de Rússia arribessin a la zona. Prop de les cascades es troba l'antic poble Old Savonoski Site, que va ser enterrat per cendres a l'erupció del volcà de Novarupta al juny de 1912.

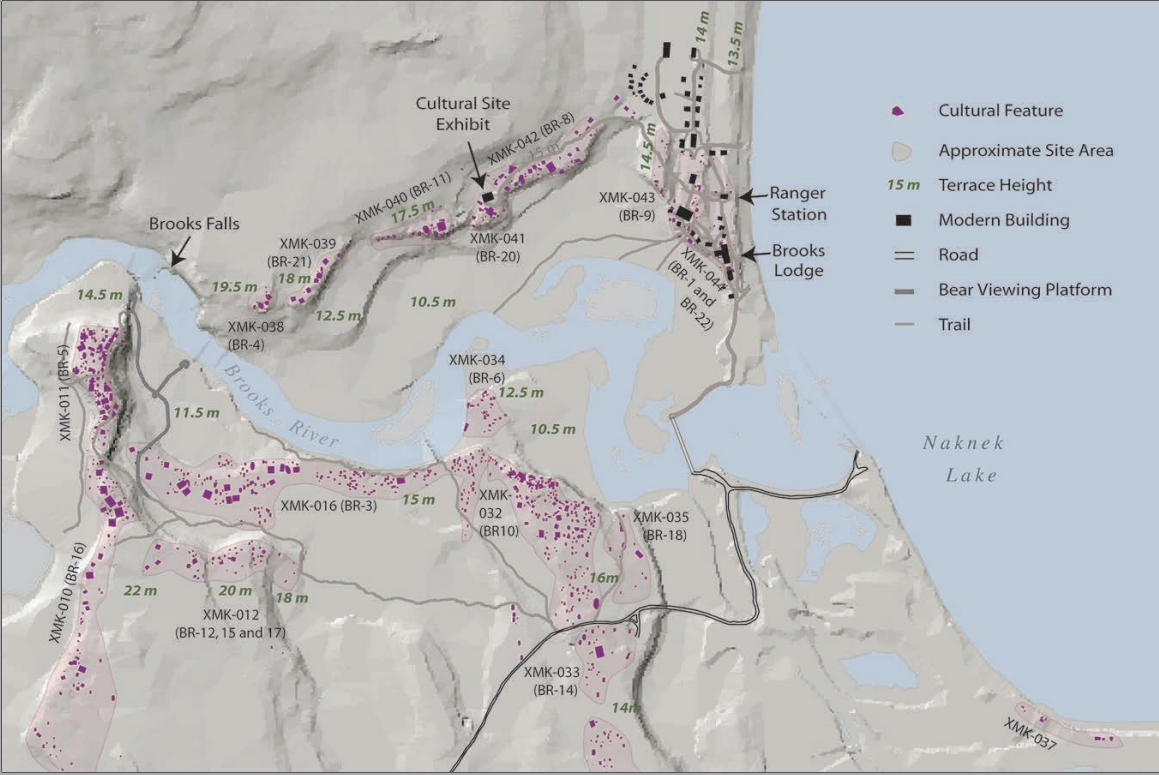
Mapa del districte arqueològic del riu Brooks
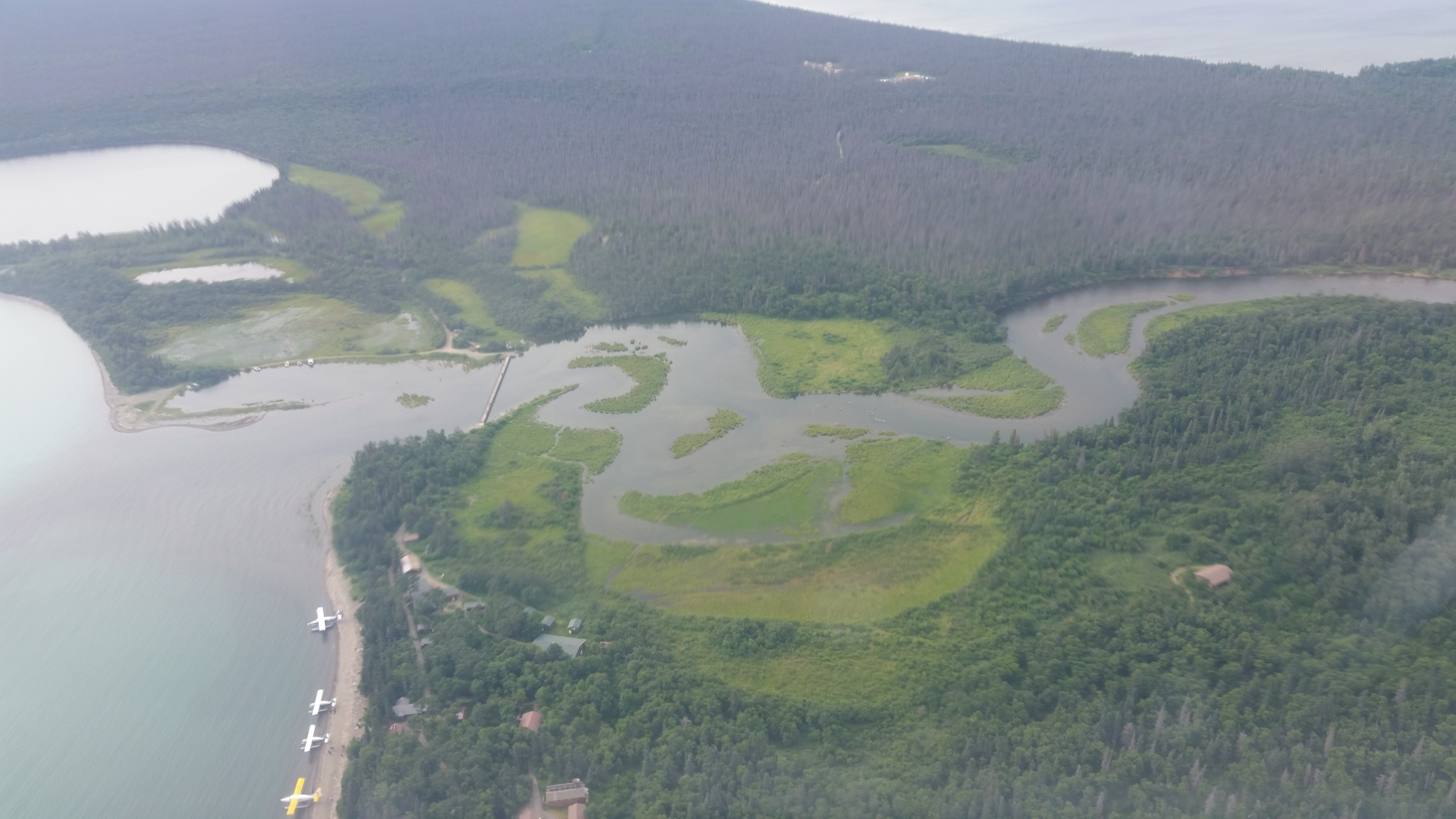
Vista aèria del Brooks Camp, el llac Brooks i el riu Brooks

Malgrat tots els artefactes antics a prop de les cascades, la major part de l'atenció continua centrada en els ossos i el salmó; és habitual trobar fins a deu ossos alhora a les cascades. S'han pogut veure un total de 43 ossos en un sol dia.

## El pas de peix i el sobreeixidor
El 1921, el rierol Kidawik va ser rebatejat com a riu Brooks, i el Llac Toms va canviar el nom pel de Llac Brooks. Una controvertida «millora del rierol» va ser implementada el 1920 pel United States Bureau of Fisheries (Oficina de Pesca dels Estats Units), quan van tallar una escletxa de 3 metres a la riba sud del riu, que es va ampliar a 4'5 metres l'any següent. Entre el 1948 i el 1950, l'Oficina, aleshores reorganitzada al Servei de Pesca i Fauna Salvatge del Departament d'Interior dels Estats Units (més tard el Servei de Pesca i Fauna Salvatge dels Estats Units), va construir un pas de peix a l'escletxa com a part de les seves «millores paisatgístiques». El 1974, el Servei de Parcs Nacionals va tancar el pas i el 1986 va col·locar sacs de sorra per bloquejar l'accés al salmó. El Departament de Pesca i Caça d'Alaska es va oposar a una proposta del Servei de Parcs Nacionals de 1987 per desmantellar l'escala, i l'estructura continua essent no utilitzada.
De la mateixa manera, l'Oficina de Pesca dels Estats Units va construir el 1940 un sobreeixidor estacional, dedicat al recompte del salmó, a la sortida del llac Brooks cap al riu Brooks. Es va substituir per un de permanent el 1952. L'oficina, rebatejada com a Servei Nacional de Pesca Marina, va transferir la propietat de la propietat al Servei de Parcs Nacionals el 1978.

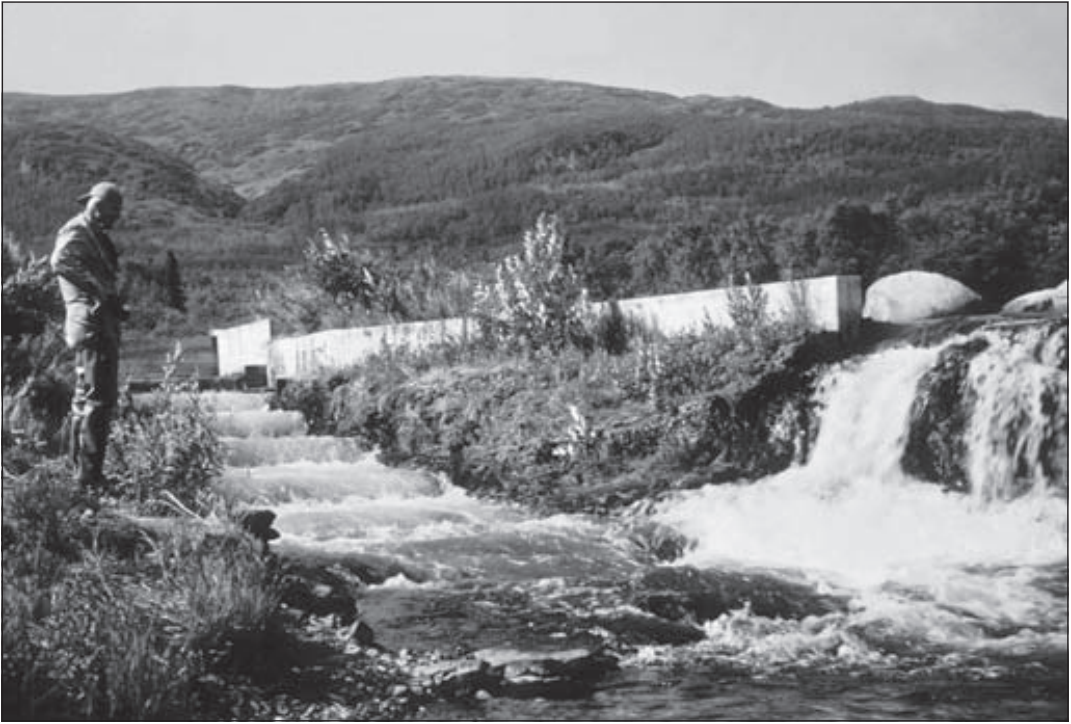
El pas de peix, 1951
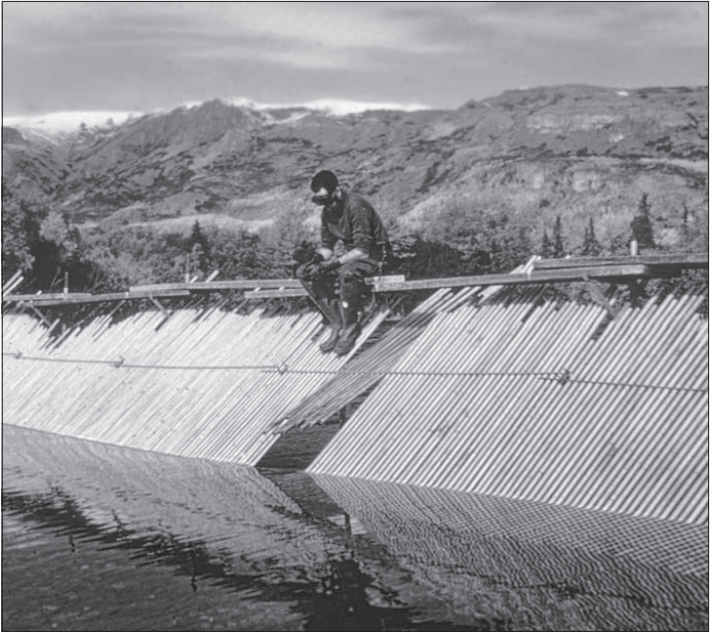
Sobreeixidor, 1958